# Соколичі
Соколичі (словен. Sokoliči) — поселення в общині Копер, Регіон Обално-крашка, Словенія. Висота над рівнем моря: 272,1 м.